# Rudolf Diesel-medaljen
Rudolf-Diesel-Medaljen är en utmärkelse som delas ut för innovationer och framstående prestationer inom teknik och vetenskap. Medaljen är uppkallad efter den tyska ingenjören Rudolf Diesel, som är mest känd för att ha uppfunnit dieselmotorn. 
Rudolf-Diesel-Medaljen hedrar de individer och organisationer som med sina innovationer och sitt arbete har bidragit till att förändra teknologiska landskap. Medaljen är en symbol för innovation och teknisk framsteg och har en viktig plats inom den vetenskapliga och industriella världen.

## Historia
Medaljen instiftades 1953 av Das Deutsche Institut für Erfindungswesen (Tyska Institutet för Uppfinningsväsen) och har sedan dess delats ut årligen i Tyskland. Syftet med medaljen är att belöna uppfinnare och forskare som genom sina innovationer bidragit till teknologisk och ekonomisk utveckling.

## Kategorier
Rudolf-Diesel-Medaljen delas ut i olika kategorier:
- Bästa innovation - För teknologiska framsteg och uppfinningar som haft en stor påverkan.
- Bästa skydd av immateriella rättigheter - För enastående arbete inom skydd och förvaltning av patent och immateriella tillgångar.
- Främjande av innovation - För personer eller organisationer som på ett framstående sätt främjar innovationer i samhället.
- Livsgärning - För ett livslångt bidrag till vetenskap och teknik.

## Tidigare mottagare
Några av de mest kända mottagarna av Rudolf-Diesel-Medaljen inkluderar bland annat:
- Ferdinand Porsche för sitt arbete inom bilindustrin.